# Andreas Iten

Andreas Iten (1982)

Andreas Iten (* 27. Februar 1936 in Unterägeri) ist ein Schweizer Politiker (FDP) und Schriftsteller. Er war von 1974 bis 1994 Regierungsrat des Kantons Zug und von 1986 bis 1998 Ständerat. Von 1999 bis 2013 präsidierte er den Innerschweizer Schriftstellerinnen- und Schriftstellerverein (ISSV).

## Leben und berufliche Laufbahn
Andreas Iten wurde in eine Bauernfamilie hineingeboren. Als Ältester von acht Kindern wuchs er zusammen mit seinen Geschwistern in Unterägeri auf und ging dort zur Schule. Nach einem Jahr Handelsschule an der Kantonsschule in Zug wechselte er an das Lehrerseminar in Schwyz und erwarb dort das Lehrerpatent. Von 1957 bis 1961 unterrichtete er an den Schulen in Baar. 1958 heiratete er die Lehrerin und Sängerin Elisabeth Lüthold. 1961 zog das Paar nach Basel, wo Elisabeth am Stadttheater als Chorsängerin mit Soloverpflichtungen engagiert war. Andreas Iten studierte derweil an der Universität Basel Psychologie, Pädagogik und Philosophie (1961–1965). 1965 erhielt Elisabeth ein Engagement an der Deutschen Oper Berlin und Andreas setzte seine Studien an der Freien Universität Berlin fort. Im Jahr 1966 kehrten beide in die Schweiz zurück, wo Iten bis 1974 am Lehrerinnenseminar Bernarda in Menzingen Psychologie und Pädagogik unterrichtete. Seine Frau Elisabeth übernahm die Leitung des Kinderchors in Unterägeri. Sie trat in Messen und Konzerten als Solistin auf.
1993 wurde Andreas Iten zum Ehrenbürger von Unterägeri ernannt.
Seit 2004 ist Andreas Iten verwitwet. Er hat zwei Töchter und wohnt in Unterägeri.

## Politik
Iten wurde 1970 als Neuling in der Politik in den Gemeinderat von Unterägeri gewählt, wo er auch Gemeindepräsident war und seine Partei bis 1977 vertrat. Ebenfalls 1970 erfolgte die Wahl in den Zuger Kantonsrat. 1974 wurde er in den Zuger Regierungsrat gewählt. Er war von 1974 bis 1994 Vorsteher der Direktion des Inneren und acht Jahre Leiter des Forstamts. Unter Iten wurden das Gemeindegesetz und das Sozialhilfegesetz (sogenanntes «Armengesetz» aus dem Jahr 1918) revidiert, wie auch das Forst- und das Jagdgesetz. Die Revision des Fischereigesetzes brachte er noch auf den Weg. Während seiner Regierungszeit wurden die Inkassohilfe, die Alimenten-Bevorschussung und ein Gleichstellungsbüro eingerichtet. Iten wurde zweimal zum Landammann gewählt. Dieses Amt bekleidete er in den Jahren 1985 und 1986 sowie 1991 und 1992. Im Jahr 1994 trat er nicht mehr zu den Regierungsratswahlen an.
Auch auf eidgenössischer Ebene war Iten als Politiker tätig. 1986 bis 1998 vertrat er den Kanton Zug im Ständerat. Dort wirkte er unter anderem als Präsident der Geschäftsprüfungskommission und als Stimmenzähler. Er präsidierte ausserdem die Kommission für Wissenschaft, Bildung und Kultur (WBK) und die Kommission Umwelt, Verkehr, Energie und Kommunikation (UVEK) des Bundesamtes für Umwelt. Auch war er Delegierter der Verwaltungskommission des Parlamentes. Zum Zeitpunkt seines Rücktritts war er Vizepräsident des Ständerates und hätte ein Jahr später das Gremium präsidiert.

## Weitere Ämter
- 1988–2002: Präsident der Schweizerischen Arbeitsgemeinschaft für Demokratie (SAD)
- 1994–2004: Stiftungsratspräsident des Medien-Ausbildungs-Zentrums (MAZ)
- 1996–2005: Präsident von «agogis – Berufliche Bildung im Sozialbereich»
- 1998–2005: Präsident der Anerkennungskommission für Fachhochschulen im EDK-Bereich
- 1998–2005: Präsident der Eidgenössischen Filmkommission
- 1998–2007: Ombudsmann für das SBB-Personal
- 2000–2007: Präsident des Schweizer Feuilleton-Dienstes (sfd)[8]

## Literarisches Schaffen
Schon während seiner Tätigkeit als Berufspolitiker war Iten schriftstellerisch tätig. Er schrieb jahrzehntelang Kolumnen für die Printmedien. Zuerst unter dem Pseudonym «AMI» für das «Zuger Tagblatt», später als «Andreas Iten, Ständerat», bzw. «alt-Ständerat», für die «Neue Luzerner Zeitung», die «Zuger Nachrichten» und die «Zuger Presse». Heute erscheinen seine Kolumnen auf der Website des Seniorweb Schweiz. Von Iten sind zahlreiche Romane, Erzählbände, Gedichte und Sachbücher sowie Essays erschienen.
Im Jahr 1999 übernahm Iten das Präsidium des Innerschweizer Schriftstellerinnen und Schriftstellervereins (ISSV). In dieser Funktion machte er das vielfältige literarische Schaffen in der Zentralschweiz über die Region hinaus bekannt. Er initiierte u. a. die «Zentralschweizer Literaturtage» in der Stadtmühle Willisau, die im Herbst 2010 in die «Rigi Literaturtage» übergingen, und das Literaturfestival «Höhenflug», welches in der Stadt Zug stattfindet. 2013 trat Iten als ISSV-Präsident zurück.

## Veröffentlichungen (Auswahl)
- Die Sonne in der Kinderzeichnung und ihre psychologische Bedeutung. Zug 1974.
- Bald Erstklässler – was dann? Ein praktischer Ratgeber für Eltern. Zug 1975.
- Das Schwingfest. Roman. Verlag Rolf Kugler, Oberwil b. Zug 1981.
- Was Kinderzeichnungen aussagen. (= Schriftenreihe Schule und Elternhaus. Nr. 44). Meiringen 1986.
- Die Hängemattenwende. Roman. Reuss Verlag, Luzern 1988, ISBN 3-907596-06-4.
- Zugerkeiten. Streifzüge durch die Zuger Gemeinden. Zürcher Druck und Verlag, Zug 1991, ISBN 390928785.
- Jahr des Kirschbaums. Von Lebenslust, Schicksalen und Freundschaften. Mit Fotos von Teresa Iten. Zürcher Druck und Verlag, Rotkreuz 1996, ISBN 3-909287-153.
- In Zeichen der Fische. Der Streit um eine Reuss-Fischenz und wie es zum jährlichen Treffen zwischen den Regierungen von Aargau und Zug kam. Druck und Verlag Kalt-Zehnder-Druck, Zug 1999, ISBN 3-85761-270-3.
- Blochers Populismus und Widerspruch. Über den Wahrheitsgehalt der Albisgüetli-Rede 99. Werd Verlag, Zürich 1999, ISBN 3-85932-298-2.
- Lust an der Politik. Von Stil, Anstand und Vernunft in der politischen Debatte. Werd Verlag, Zürich 2000, ISBN 3-85932-327-X.
- Anna Galante. Roman. Wallimann Verlag, Alpnach 2002, ISBN 3-908713-26-9.
- Der Handverleser. Erzählungen. Wallimann Verlag, Alpnach 2003, ISBN 3-908713-26-9.
- Gegengelesen – Ein politischer Bericht. Roman. Wallimann Verlag, Alpnach 2006, ISBN 3-908713-61-7.
- Der Schatten des Pfarrers. Wallimann Verlag, Alpnach 2008, ISBN 978-3-908713-79-1.[13]
- Keine Kuh in Berlin, Wallimann Verlag, Alpnach 2013, ISBN 978-3-905969-27-6.
- Der Schraubeningenieur. Verlag Pro Libro, Luzern 2014, ISBN 978-3-905927-40-5.
- Wolkenkuckucksheim. Stammtischgespräche. Verlag Pro Libro, Luzern 2015, ISBN 978-3-905927-51-1.
- Im Garten Epikurs. Gedichte. Privatdruck, Unterägeri 2016.
- Prestobello. Roman. Bucher Verlag, Hohenems 2019, ISBN 978-3-99018-495-0.
- Ägerikeiten. Ein Kirchturm, ein Wahlorakel und Dorfprominenz. Verlag Triner, Schwyz 2019, ISBN 978-3-908572-94-7.
- Terrasophie. Plädoyer für ein sinnliches Naturverständnis. Bucher Verlag, Hohenems 2020, ISBN 978-3-99018-549-0.
- Der Förster. Ein Waldroman. Bucher Verlag, Hohenems 2020, ISBN 978-3-99018-547-6.
- Barfuss. Gedichte. Bucher Verlag, Hohenems 2021, ISBN 978-3-99018-574-2.
- Weder Himmel noch Hölle. Mit Epikur auf dem Weg zum Glück. Bucher Verlag, Hohenems 2021, ISBN 978-3-99018-602-2.
- Weltfrömmigkeit. Gut ist zu leben. Bucher Verlag, Hohenems 2023, ISBN 978-3-99018-667-1.
- Maria schrieb einen Brief. Bucher Verlag, Hohenems 2023, ISBN 978-3-99018-690-9.
- Lebensacker. Psycho-archäologische Geschichten. Bucher Verlag, Hohenems 2025, ISBN 978-3-99018-730-2